# Poecilothrissa centralis
Poecilothrissa centralis és una espècie de peix pertanyent a la família dels clupeids i l'única del gènere Poecilothrissa.

## Descripció
- Pot arribar a fer 5,7 cm de llargària màxima.
- Cos esvelt.
- 12-18 radis tous a l'aleta dorsal i 16-27 a l'anal.[2][3]

## Hàbitat
És un peix d'aigua dolça, pelàgic i de clima tropical (7°N-3°S).

## Distribució geogràfica
Es troba a Àfrica: la República del Congo i la República Democràtica del Congo, incloent-hi el llac Tumba i els rius Ruki i Congo.

## Estat de conservació
Tot i que es troba amenaçat per la sobrepesca al llac Tumba, no hi ha temor per la seua supervivència, ja que té una distribució geogràfica relativament àmplia.

## Observacions
És inofensiu per als humans.